# Leptysma obscura
Leptysma obscura är en insektsart som först beskrevs av Carl Peter Thunberg 1827.  Leptysma obscura ingår i släktet Leptysma och familjen gräshoppor. Inga underarter finns listade i Catalogue of Life.